# Marian Jurečka
Marian Jurečka (født 15. marts 1981 i Přerov) er en tjekkisk politiker, der har været Tjekkiets vicepremierminister og arbejds- og socialminister i Petr Fialas regering siden 17. december 2021. Han var også miljøminister fra november 2022 til marts 2023. Tidligere var han landbrugsminister i Bohuslav Sobotkas regering fra 2014 til 2017.
Jurečka har været formand for partiet KDU-ČSL siden 25. januar 2020 og medlem af Deputeretkammeret i Tjekkiets parlament siden 2013.